# 中国海洋石油集団
中国海洋石油集団有限公司（ちゅうごくかいようせきゆしゅうだん-ゆうげんこうし）は中華人民共和国の国有石油・天然ガス会社。英語名 China National Offshore Oil Corporation。略称 中国海油、CNOOC。

## 概要
中国国内の国有石油会社としては中国石油天然気集団有限公司（CNPC）、中国石油化工集団公司（シノペック）の二大企業に次ぐ第三位の規模である。その事業内容は、中国大陸沖合における石油および天然ガスの探査、採掘、開発である。
中国海洋石油集団有限公司は東シナ海中央部においても探査活動を続けており、日中中間線付近におけるガス田開発を手がけていることで日中間に政治問題を起こしている。（東シナ海ガス田問題）また、2005年には世界での石油資源獲得を目指してアメリカの大手石油会社・ユノカルの買収に乗り出したが、米国政府などの反発を浴びて失敗に終わっている。

## 沿革
中華人民共和国国務院は1982年1月30日、中国大陸沖合の石油資源の採掘を外資と行うにあたっての規則を公布した。
中国は第2次オイルショック後の原油価格高騰のため、自国領海付近の大陸棚での海上油田開発に期待をかけていたが、当時中国にはその技術力と資金力がなかったため、改革開放路線に則って外資に対し海上油田開発を開放した。この際、海外企業のパートナーとして共同で開発を行い、海上石油採掘事業に関する中国側の責任を負うために中国海洋石油総公司が設立された。
こうした経緯から、中国沖合での石油資源開発に関して独占的な地位を得てきたが、これまでCNOOCが独占してきた中国沖合の海上油田開発に対し、国内最大のライバルであるCNPCとシノペックが参入する許可を政府から得た。さらに中国のWTO加盟により国内の石油小売・卸売市場は2006年末までにメジャー各社など海外企業に開放されることになり、中国国内の国有企業グループ各社による石油・ガス事業独占体制は終わり、現在のCNOOCは競争環境下にある。
2017年11月1日、社名を「中国海洋石油総公司」から「中国海洋石油集団有限公司」に変更し、全民所有制企業から国有独資公司（持分の全てを中央政府が所有する有限責任会社。）となった 。

## 事業
CNOOCは北京に本社を置き、資本金は500億人民元で、2万4千人以上の社員を抱えている。CNOOCは石油事業の上流部にあたる探査・採掘に強みを持つためここを中核事業とし、そこから下流部も含めた総合エネルギー企業へ発展してゆく展望をもっている。CNOOCには6つのセクターがあり、それぞれ石油・ガスの探査と開発、技術開発、物流サービス、化学製品と化学肥料の生産、天然ガス発電、金融・保険サービスを手がけており、相互に作用しあいながら成長を続けている。
CNOOCは石油・ガス生産で持続的な成長を続けている。売上高や純利益は2004年度には対前年比でそれぞれ32%、62%の伸びを示した。総資産と純資産は2004年末でそれぞれ1,532億人民元、830億人民元に達し、年初からみてそれぞれ20%以上伸びた。中国の全国営企業の中で営業利益は5位、総資産は12位にランクされている。資本市場でもこのパフォーマンスは高く評価され、中国の企業の中でも最高レベルの格付けを得ている。

## 海上油田・ガス田生産
中国国内の主な生産地は渤海沿岸、次いで南シナ海東部（珠江河口沖合）、南シナ海西部（海南島周辺）と続いている。このうち渤海は華北の、南シナ海は華南のエネルギー供給地となっている。生産高も成長を示し、2004年には石油・ガスを前年比9%増の3,648万トン（石油換算）生産し、うち中国国内での生産は前年比11%増の2,472万トンに及んだ。これに加えてインドネシア周辺海域でも油田の権益を確保し、生産高の大きな割合を占めている。
東シナ海中央部でもガスを探査しパイプラインで上海方面へ送ろうとしているが、ガスに比べ石油の埋蔵量が少なく、またこの海域での開発は日本の権益を犯すものであるという日本政府からの強い反対があり、本格的な生産は未だ行われていないとみられていたが、気づかれないように少しずつ掘り出しているニュースが流れた。
2011年6月4日には山東半島北岸の渤海湾でアメリカのコノコフィリップスと共同開発していた海底油田・蓬莱19-3油田で石油流出事故が発生した。中国海油や中国政府は当初一か月ほど事故を公表せずにいたが、9月の漏出停止までの間に渤海湾一帯の漁業や環境に大規模な被害を及ぼす結果となった。

## 事業の拡大

### 川下への拡大
石油・ガス開発のほか、下流に当たるガス供給、ガス発電などにも力を入れている。CNOOC は液化天然ガス（LNG）輸入に向けた準備を進め、オーストラリア北西大陸棚やインドネシアで獲得したLNGを受け入れる基地を広東省と福建省に建設し、2006年から受け入れている。その他の沿岸地域にも次々とLNG受け入れ基地が建設され、2010年前後に稼動する計画である。また基地を作るだけでなく、ガス発電所も建設することになっている。その他、CNPCとシノペックなどが独占してきた原油輸入に関しても、2004年にシノペックと合同で輸入企業を作ることについて中国政府の許可を得た。同じく2004年、石油精製に関しても、ロイヤル・ダッチ・シェルと中国における過去最大級のジョイント・ベンチャーを作り広東省恵州市に精製所の建設を進めることについて政府の許可を得た。精製事業の次は、CNPCとシノペックの独占である石油卸売・小売事業への参入を目指している。さらに子会社の上海などへの上場、経営システムの近代化も進め、石油事業の上流から下流に至る総合エネルギー企業への変身が続いている。

### 鉱区や企業の買収
CNOOCは近年、中核事業である石油開発に関連した石油権益買収や国際的なM&Aを攻撃的に行っている。2002年にはスペインの石油会社レプソルからインドネシア沖の5つの鉱区を買収し、インドネシア周辺最大の採掘業者となった。2003年には広東省へのLNG輸入計画に関連しオーストラリア北西大陸棚の権益の5.3%を買収した。同年、福建省へのLNG輸入計画のためにインドネシア・タングー地区（Tangguh）の12.5%の権益を、上海LNG輸入計画のためオーストラリア・ゴーゴン（Gorgon）の12.5%の権益を買収した。
さらに2005年6月、CNOOCはアメリカの石油会社ユノカルに対し、同社の買収を検討していたシェブロン・テキサコ以上の額である現金185億ドルを提示し、買収合戦に名乗りを上げた。ユノカルが保有する中央アジアの石油権益はCNOOCにとって非常に魅力的で戦略的にも合致していた。シェブロンは買収額を171億ドルに引き上げ、ユノカルはこれを受け入れたが、ユノカルの株主からは安い方のオファーを受け入れた事に対し反発が起こった。ユノカル買収問題は、中国政府の金銭的支援を受けた国有企業によって戦略的に重要なアメリカの産油企業が買われてしまうという米国議会での反発などを招き、米中関係は一気に緊張した。8月2日、CNOOCはユノカル買収から手を引くと宣言した。
一方、アメリカで失敗したCNOOCはアフリカへの投資をはじめている。2006年1月9日、CNOOCは22.68億ドルでナイジェリアの130号海上石油開発採掘許可（OML130）の権益の45%を買収した。また2月18日、CNOOC Ltd は赤道ギニア政府や国営石油会社と、同国の鉱区の共同生産・加工について合意した。

## 子会社
子会社の「中国海洋石油有限公司（CNOOC Ltd）」は"CNOOC"の石油事業を統括する持株会社であり、多くの事業子会社を持つ。同社は香港証券取引所においてレッドチップ銘柄として、ニューヨーク証券取引所においてADR銘柄として上場している。ハンセン指数の採用銘柄にもなっている。"CNOOC"は、同社の株式の64.4%を保有している。
同じく子会社の「中海石油化学股份有限公司（CHINA BLUECHEM）」は尿素、メタノール、リン酸肥料、複合肥料などを生産する大手化学メーカーである。同社は香港証券取引所に上場している。"CNOOC"は、同社の株式の59.4%を保有している。